# Matjaž Kek
Matjaž Kek, slovenski nogometaš in trener * 9. september 1961, Maribor.
Kek je nekdanji nogometaš ter trener Maribora, Rijeke in aktualni selektor slovenske reprezentance. 

## Igralska kariera
Kek je svojo poklicno kariero začel pri NK Mariboru leta 1979, preden se je preselil k avstrijskemu klubu SV Spittal/Drau leta 1984, kjer je prebil štiri sezone. Potem se je preselil k še enemu avstrijskemu klubu, Grazer AK, kjer je igral naslednjih pet let do leta 1995, ko se je za zadnjih pet let svoje kariere vrnil v rodni Maribor k NK Maribor, kjer je v tem času osvojil tri naslove državnega prvaka, potem pa se je upokojil. Večino kariere je odigral v obrambi, še posebej na osrednjem branilskem položaju. Bil je znan po svojem močnem strelu iz razdalje in svojih vodstvenih sposobnostih. 
V karieri je tudi enkrat igral za državno reprezentanco. 

## Trenerska kariera

### NK Maribor
Po koncu kariere je Kek ostal pri NK Mariboru, kjer je bil leto dni pomočnik trenerja, leta 2000 pa so ga imenovali za glavnega trenerja. Pod njegovim vodstvom je ekipa uspeh ponovila leta 2003. Leta 2006 je bil selektor reprezentanc do 15. in 16. leta. V kvalifikacijah za Svetovno prvenstvo 2010 je Slovenijo popeljal do dodatnih kvalifikacij, kjer je premagala Rusijo in se uvrstila na Svetovno prvenstvo v JAR 2010.
S trenerskim delom se je začel ukvarjati leta 1999, ko se je NK Maribor uvrstil v Ligo prvakov. Sprva je v Mariboru deloval kot pomočnik trenerja Bojana Prašnikarja, že v letu 2001/2002 pa je kot glavni trener postal državni prvak. Vodenje slovenske izbrane vrste je prevzel še v prejšnjih kvalifikacijah, potem ko je nadomestil zaradi slabih rezultatov odstavljenega Branka Oblaka.

### Slovenska reprezentanca
3. januarja 2007 pa je bil imenovan za selektorja članske reprezentance. Prvo tekmo kot selektor je vodil 7. februarja 2007, nasprotnik Slovenije v prijateljskem obračunu pa je bila tedaj Estonija. V dodatnih kvalifikacijah za Svetovno prvenstvo 2010 je Slovenijo po zmagi nad Rusijo popeljal na Svetovno prvenstvo 2010, kjer je na prvi tekmi v predtekmovalni skupini C premagala Alžirijo z 1:0 in dosegla prvo zmago na velikih tekmovanjih. V naslednjih tekmah je remizirala (ZDA) in izgubila (Anglija) ter s 4 točkami končala na tretjem mestu v skupini in se ni uvrstila v osmino finala. Vseeno je s tem dosegla največji uspeh slovenskega nogometa v zgodovini in po prvenstvu je Slovenija na lestivici Fife zasedla dotedaj rekordno 19. mesto na svetu. Obdržala ga je naslednje tri mesece, 20. oktobra 2010 pa je dosegla nov mejnik, saj je bila na 15. mestu. Kek in Nogometna zveza Slovenije sta predčasno prekinila pogodbo o sodelovanju 24. oktobra 2011, nasledil ga je Slaviša Stojanovič.

### HNK Rijeka
Leta 2013 je postal trener kluba HNK Rijeka v 1. hrvaški nogometni ligi. Klub je v sezonah 2013/14, 2014/15 in 2015/16 popeljal do naslov hrvaškega podprvaka, v sezoni 2016/17 pa prvič v zgodovini kluba do naslova hrvaškega prvaka. Po slabšem začetku sezone 2018/19 je 6. oktobra 2018 odstopil.

### Slovenska reprezentanca drugič
27. novembra 2018 ga je Nogometna zveza Slovenije na seji izvršnega odbora uradno potrdila za selektorja, zamenjal je začasnega selektorja Igorja Benedejčiča, ki bo pomočnik selektorja.

## Zasebno življenje
Prihaja iz nogometne družine, saj je za NK Maribor igral že njegov oče Franc, v začetku kariere je tam igral tudi njegov sin Matjaž.
Matjaž Kek je obiskoval Pedagoško gimnazijo v Mariboru, nato pa diplomiral na Fakulteti za šport in je ob Srečku Katancu edini slovenski selektor, ki je tudi zaigral za slovensko reprezentanco.